# Мост над Стара река
Мостът над Стара река при село Стеврек, област Търговище е от края на XVIII – началото на XIX в. Сред местното население е познат с името Римският мост.
Мостът е най-големият архитектурен и исторически паметник на територията на община Антоново. Изграден е над Стара река на 7 km от село Стеврек. До него се достига само пеша в труднодостъпен район. Дължината му е 59 m, височината – 7,5 m и ширината – 3,6 m. Има шест полукръгли свода и триъгълни водорези с облекчителни отвори. Един от тези отвори е с остър връх, характерно за османската архитектура. Построен е от полуобработен камък, като само фризовете на сводовете и фризовете на облекчителните отвори са от дялан камък, свързан с хоросан, а отворите са свързани с метални шини.